# ليو ماركس
ليو ماركس (بالإنجليزية: Leo Marx) هو ناقد أدبي وصحفي أمريكي، ولد في 1919.